# مسار أرضي

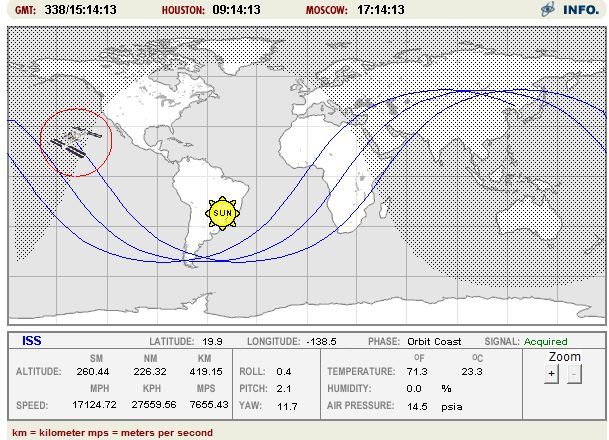
المسار الأرضي لمحطة الفضاء الدولية لفترتين تقريبا. وتمثل المناطق المضيئة والمظلمة مناطق الأرض في وضح النهار وفي الليل، على التوالي.

المسار الأرضي أو التتبع الأرضي هو مسار على سطح الأرض يقع مباشرة تحت مركبة جوية أو قمر صناعي. وفي حالة القمر الصناعي، المسار الأرضي يكون إسقاط تمثيلي لمدار القمر الصناعي على سطح الأرض (أو أي جسم يدور حول القمر الصناعي).
ويمكن اعتبار المسار الأرضي للقمر الصناعي مسارا على سطح الأرض يتتبع حركة خط وهمي بين القمر الصناعي ومركز الأرض.وبعبارة أخرى، فإن المسار الأرضي هو مجموعة النقاط التي يمر فيها القمر الصناعي مباشرة في السماء، أو يعبر سمت الرأس، في جملة إحداثيات مرجعية من منظور مراقب على الأرض.

## الفترة المدارية والمسار الأرضي
سيتبع القمر الصناعي الذي تكون مدارته عدد صحيح من اليوم (على سبيل المثال، 24 ساعة، 12 ساعة، 8 ساعات، إلى آخره) تقريبا نفس المسار الأرضي كل يوم. هذا المسار الأرضي يتحول شرقا أو غربا اعتمادا على خط الطول العقدة الصاعدة، والتي يمكن أن تختلف على مر الزمن بسبب الاضطرابات التي تحدث في المدار. وإذا كانت فترة القمر الصناعي أطول قليلا من عدد صحيح في يوم واحد، فإن المسار الأرضي سيتحول غربا بمرور الوقت؛ وإذا كان أقصر قليلا، فإن المسار الأرضي سيتحول شرقا بمرور الوقت.